# Tommy Fleetwood
Tommy Fleetwood, född 19 januari 1991, är en professionell brittisk golfspelare.

## Karriär
Fleetwood blev professionell 2010. Bland annat har han kommit tvåa vid såväl vid The Open som vid U.S. Open. Vid OS 2024 tog han silver efter vinnande Scottie Scheffler.